# Смирнов, Анатолий Михайлович (Герой Социалистического Труда)
Анато́лий Миха́йлович Смирно́в (10 декабря 1919, Коротиха, Ивановская область — 5 мая 2002, Чеганово, Ивановская область) — бригадир тракторной бригады Заволжской МТС Кинешемского района Ивановской области.

## Биография
Родился 10 декабря 1919 года в деревне Коротиха Чегановского сельского поселения Заволжского района Ивановской области в крестьянской семье. После школы-семилетки по направлению колхоза окончил курсы трактористов.
В 1939 году был призван в Красную Армию. Участник Великой Отечественной войны и войны с Японией. В 1946 году был демобилизован и возвратился на родину.
Вернулся к довоенной профессии, стал работать бригадиром тракторной бригады в Заволжской МТС. В 1947 году в колхозе имени XVII партсъезда, обслуживаемом тракторной бригадой Заволжской МТС, был собран рекордный урожай ржи — 170,06 центнера с гектара.
Указом Президиума Верховного Совета СССР от 12 марта 1949 года за получение высоких урожаев ржи в 1948 году Смирнову Анатолию Михайловичу присвоено звание Героя Социалистического Труда с вручением ордена Ленина и золотой медали «Серп и Молот».
Этим же Указом высокое звание было присвоено трактористу Заволжской МТС работавшим на полях колхоза имени XVII партсъезда Зайцеву Дмитрию Михайловичу.
Возглавлял тракторную бригаду до 1955 года. В том же году окончил Ивановскую сельскохозяйственную школу по подготовке руководящих кадров и получил диплом агронома. Стал работать заместителем председателя колхоза, а затем председателем исполкома Чегановского сельского совета, директором заготовительной конторы Заволжского райпо. Последние годы работал на Заволжской трикотажной фабрике в должности начальника топливно-транспортного отдела.
Жил в селе Чеганово. Скончался 5 мая 2002 года. Похоронен на Чегановском сельском кладбище.

## Награды
- Орден Ленина (12.03.1949);
- Орден Отечественной войны 2 степени (11.03.1985);
- Медали.